# Dianzhong (köpinghuvudort i Kina, Yunnan Sheng, lat 24,41, long 102,22)
Dianzhong (kinesiska: 甸中) är en köpinghuvudort i Kina. Den ligger i provinsen Yunnan, i den sydvästra delen av landet, omkring 87 kilometer sydväst om provinshuvudstaden Kunming. Antalet invånare är 18 358. Befolkningen består av 8 885 kvinnor och 9 473 män. Barn under 15 år utgör 19,0 %, vuxna 15-64 år 69 %, och äldre över 65 år 11,0 %.
Runt Dianzhong är det ganska tätbefolkat, med 83 invånare per kvadratkilometer. Dianzhong är det största samhället i trakten. Trakten runt Dianzhong består till största delen av jordbruksmark.
Genomsnittlig årsnederbörd är 1 000 millimeter. Den regnigaste månaden är juni, med i genomsnitt 192 mm nederbörd, och den torraste är februari, med 9 mm nederbörd.